# Nosodendron fasciculare
Nosodendron fasciculare är en skalbaggsart som först beskrevs av Olivier 1790.  Nosodendron fasciculare ingår i släktet Nosodendron och familjen almsavbaggar. Enligt den svenska rödlistan är arten starkt hotad i Sverige. Arten förekommer i Götaland samt tillfälligtvis även i Svealand. Artens livsmiljö är skogslandskap, jordbrukslandskap, stadsmiljö. Inga underarter finns listade i Catalogue of Life.

## Bildgalleri

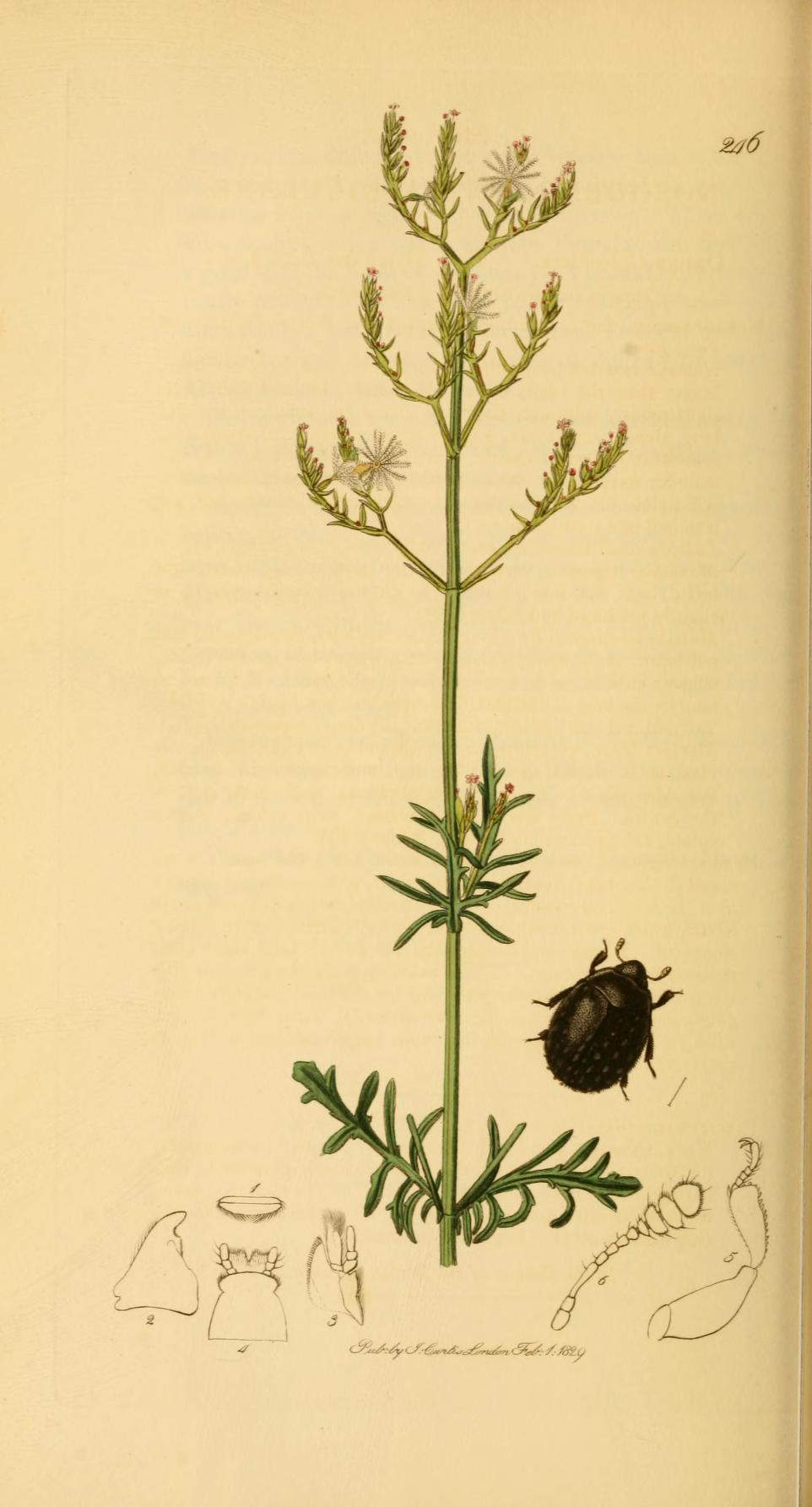
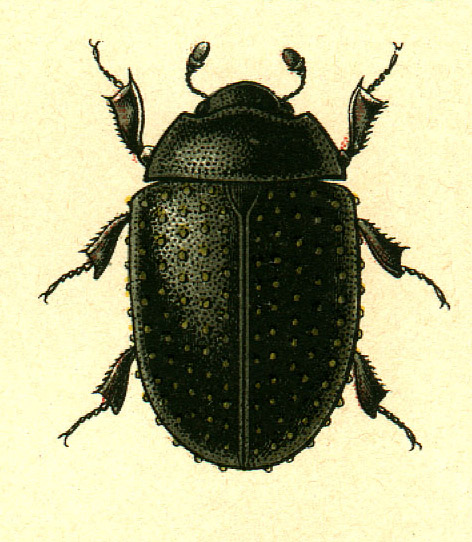
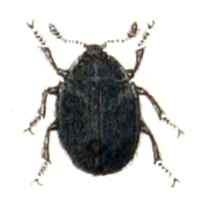